# Catedral de San José (Gatineau)
La Catedral de San José de Gatineau (en francés: Cathédrale Saint-Joseph de Gatineau) Es un edificio religioso que pertenece a la Iglesia Católica y es la sede de la arquidiócesis de Gatineau (Archidiocèse de Gatineau
o bien Archidioecesis Gatinensis), en la región administrativa de Outaouais, de la provincia de Quebec al este de Canadá. Se encuentra ubicado en el distrito de Hull, en el 245 Bulevar St. Joseph.
Su construcción se inició en 1951 y culminó al año siguiente bajo los planes y el diseño de Lucien Sarra-Bournet. Ha sido declarada patrimonio religioso.